# Deusmauer
Deusmauer ist ein Ortsteil der Stadt Velburg im Landkreis Neumarkt in der Oberpfalz in Bayern.

## Geographische Lage
Das Kirchdorf Deusmauer liegt im Oberpfälzer Jura der Fränkischen Alb am linken Talrand der Schwarzen Laber auf 483 m über NHN. Zur Schwarzen Laber hin dehnt sich das Deusmauer Moor über 73 Hektar aus.
In Deusmauer kreuzen sich die Kreisstraßen NM 25 und NM 37. Die nächste Auffahrt zur Autobahn A 3 ist die südöstlich gelegene Anschlussstelle Velburg.

## Geschichte
Der Ort ist erstmals 1367 erwähnt, als Adelheid, Witwe des Heinrich von Ehrenfels zu  Helfenberg, Zins aus einer Hube zu Deusmauer verpfändete. 1372 ist urkundlich erwähnt, dass Ulrich der Schenk von Reicheneck und Hans der Ehrenfelser zu Helfenberg mehrere Güter, darunter auch Güter zu Tawsenbawr, an den Pfalzgrafen Ruprecht verkauften. Ein Jahr später verpfändete Hans der Ehrenfelser seinen Anteil am Zehent zu Teisenmaur an den Pfalzgrafen. Wegen ihrer zunehmenden Verschuldung trennten sich die Ehrenfelser von weiterem Besitz; so wird 1371 bestätigt, dass der Oberhof (wohl der Maierhof), eine Hube und die Mittermühle zu Deusmauer an einen Nürnberger Bürger einschließlich der Niedergerichtsbarkeit übergegangen waren. 1380 trat die Witwe des letzten Ehrenfelsers, die noch die Hälfte der Einkünfte aus Deusmauer besaß, diese an den Pfalzgrafen ab. Den Nürnberger Bürgerbesitz von Deusmauer kaufte Pfalzgraf Ruprecht 1375 zurück. Um 1400/10 bestand Deusmauer aus 2 Höfen, 3 Mühlen, 14 Huben, 2 Lehen und 9 Hofstätten, der Schmiedstatt und einem Gut; das Salbuch von 1500 listet rund 30 Zinspflichtige auf. 1622 besteht die Deusmauersche Zinspflicht aus 11 Huben, 13 Gütern, 2 Mühlen, der Tafern und der Schmiede. Im Dreißigjährigen Krieg erlitt Deusmauer Zerstörungen; so war 1639 das Pfarrgütlein abgebrannt, die Äcker lagen öde. Am Ende des Alten Reiches, um 1800, gab es in Deusmauer 31 Anwesen; die größten waren drei Halbhöfe.
Im Königreich Bayern wurde um 1810 der Steuerdistrikt Deusmauer im Landgericht Parsberg gebildet, dem neben Deusmauer die Einöden Bogenhof und Wasenmeisterhütte angehörten. Mit dem Gemeindeedikt vom 15. Mai 1818 wurde daraus die Ruralgemeinde Deusmauer, die aus dem Dorf Deusmauer und den Einöden Bogenhof und Fallmeisterei bestand. 1867 wurde ein Schul- und Mesnerhaus errichtet; hier unterrichtete um 1937 ein Lehrer.
Im Zuge der bayerischen Gebietsreform wurde am 1. Januar 1972 die Gemeinde Deusmauer in die Stadt Velburg eingegliedert.

### Einwohnerentwicklung
Im Dorf Deusmauer wohnten
- 1836 202 Einwohner (35 Häuser),[11]
- 1867 203 Einwohner (64 Gebäude, 1 Kirche, 1 Brücke über die Schwarze Laber),[12]
- 1875 216 Einwohner (129 Gebäude; an Großviehbestand 42 Pferde und 170 Stück Rindvieh),[13]
- 1900 222 Einwohner (44 Wohngebäude),[14]
- 1925 302 Einwohner (49 Wohngebäude),[15]
- 1937 316 Einwohner (314 Katholiken, 2 Protestanten),[16]
- 1950 338 Einwohner (54 Wohngebäude),[17]
- 1987 397 (105 Gebäude mit Wohnraum, 123 Wohnungen).[18]

### Ortsname
Der Ortsname kann als „Haus des Teiso/Diso“ gedeutet werden.

### Kirchliche Verhältnisse

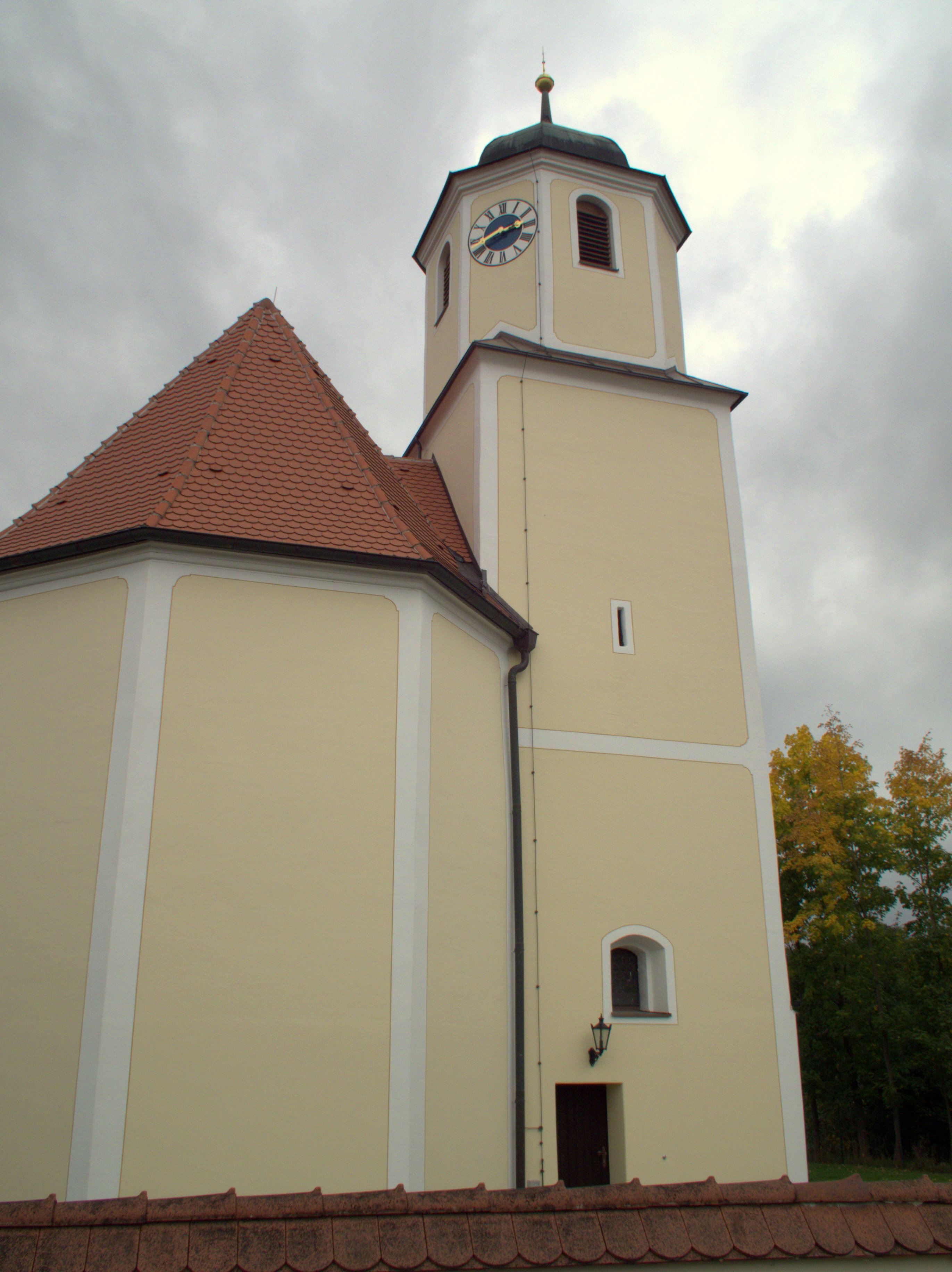
Filialkirche St. Margaretha

Deusmauer war von altersher eine Filiale der katholischen Pfarrei Günching. Diese wurde unter Pfalz-Neuburg 1540 lutherisch, dann kalvinistisch; dabei wurde die Filialkirche Deusmauer zu einer eigenen Pfarrei erhoben (1611 Pfarrhausbau). Bei der Rekatholisierung 1625 wurde Deusmauer mit der Pfarrei St. Martin in Lengenfeld vereinigt. Später wurde der Ort als Filiale wieder zur Eichstätter Pfarrei Günching gegeben. 1710–1712 wurde die barocke Filialkirche mit Zwiebelturm „auf Pfählen mitten im Sumpfe“ gebaut und den 14 Nothelfern gewidmet; heute ist sie der hl. Margaretha geweiht.